# Canthon principalis
Canthon principalis är en skalbaggsart som beskrevs av Hermann Burmeister 1873. Canthon principalis ingår i släktet Canthon och familjen bladhorningar. Inga underarter finns listade.